# Nicolas Feldhahn
Nicolas Feldhahn, né le  14 août 1986, est un footballeur allemand qui joue au poste de défenseur central.

## Carrière

### Jeunesse et début
Nicolas Feldhahn débute au SV Warngau, avant de rejoindre les équipes de jeunes du TSV 1860 Munich. En 2003, il change pour un autre club munichois, le SpVgg Unterhaching, où de 2004 à 2007 il intègre l'effectif professionnel. Le 28 août 2005, il dispute son premier match en 2.Bundesliga. En 2007, il signe un contrat valable uniquement pour la deuxième division allemande. Avec la relégation du club en 2007, ce contrat devient caduc.
Avant le début de la saison 2007-2008, il signe en faveur du FC Erzgebirge Aue qui évolue en 2.Bundesliga. Il devient titulaire et signe même ses débuts à Aue avec un but égalisateur, 1-1 contre le club de SpVgg Greuther Fürth, mais en fin de saison le club est relégué et son contrat n'est pas renouvelé.

### Passage en 3. Liga (2008-2015)
Il signe ensuite au Werder Brême II. Il est titulaire dans l'équipe réserve de Brême et y reste jusqu'à la fin de la saison 2009-2010. En deux années, il marque sept buts en 67 rencontres.
Pour la saison 2010-2011, il se dirige vers un autre club de troisième division, le Kickers Offenbach. Lors de son deuxième match, il marque son premier but pour Offenbach cinq minutes après son entrée en jeu.
Avant le début de la saison 2013-2014, il signe pour un an au VfL Osnabrück, également un club de troisième division. Son contrat sera prolongé en fin de saison. Avec cette équipe, il marque cinq buts en 32 matches de championnat, et deux buts en Coupe d'Allemagne. La saison suivante, il marque également cinq buts.
Avant le début de la saison 2015-2016, il retourne dans sa ville natale et s'engage avec la réserve du Bayern Munich.
Lors de la pré-saison 2016-17, Feldhahn évolue avec l'équipe première du Bayern. Il joue contre Manchester City, l'AC Milan, l'Inter Milan, et le Real Madrid. Carlo Ancelotti met Feldhahn sur le banc lors de la Supercoupe d'Allemagne 2016 disputée contre le Borussia Dortmund, puis lors du premier tour de la Coupe d'Allemagne joué contre le club de Carl Zeiss Jena. Feldhahn ne sera pas utilisé par l'entraîneur lors de ces rencontres. Il figure dans l'effectif de l'équipe en Ligue des Champions, mais ne fera aucune entrée en jeu dans cette compétition.

## Vie privée
Nicolas Feldhahn effectue en parallèle de son activité dans le football, des études de droit à l'université de Munich.